# Methona themisto
Methona themisto är en fjärilsart som beskrevs av Jacob Hübner 1816. Methona themisto ingår i släktet Methona och familjen praktfjärilar. Inga underarter finns listade i Catalogue of Life.

## Bildgalleri

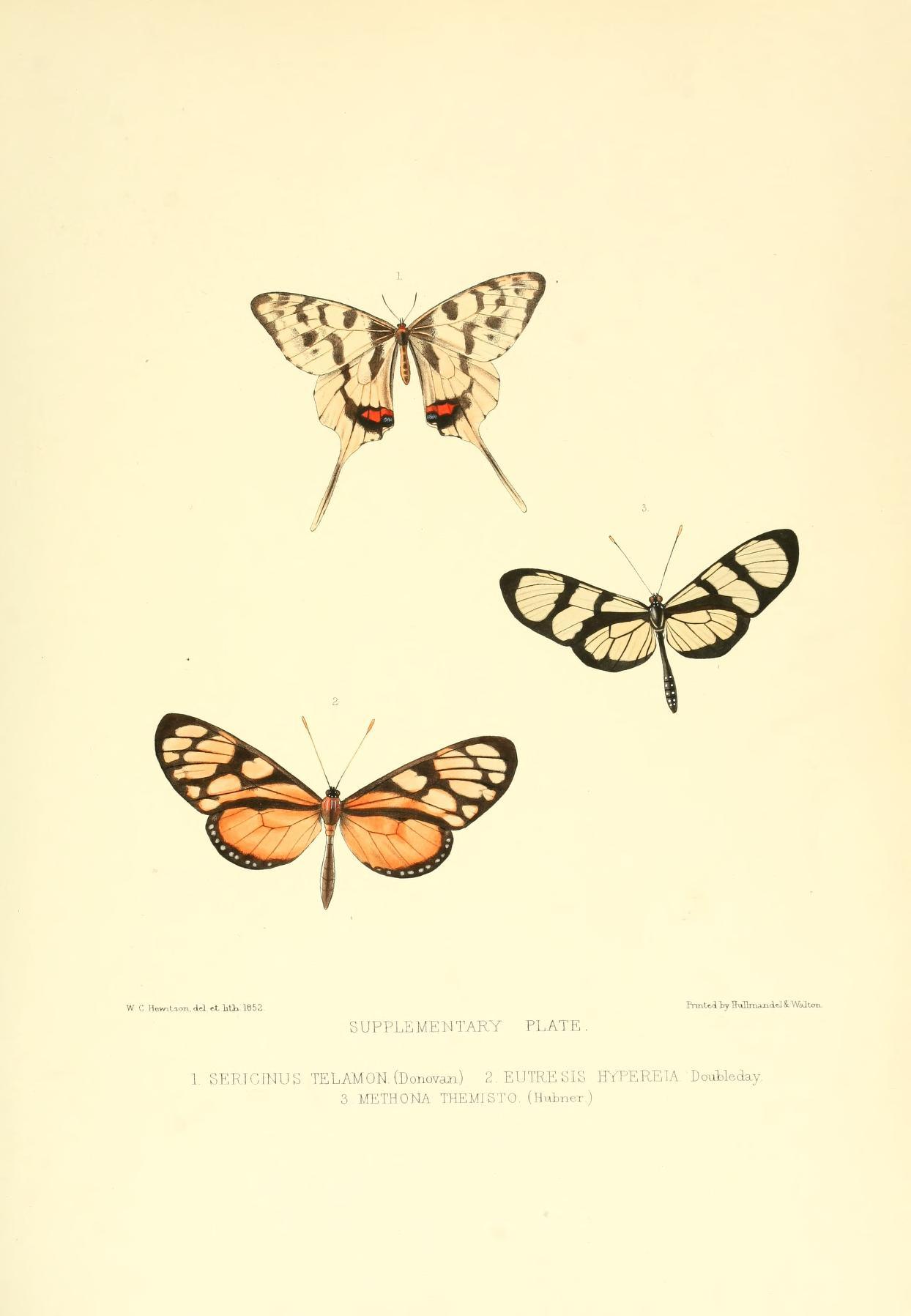
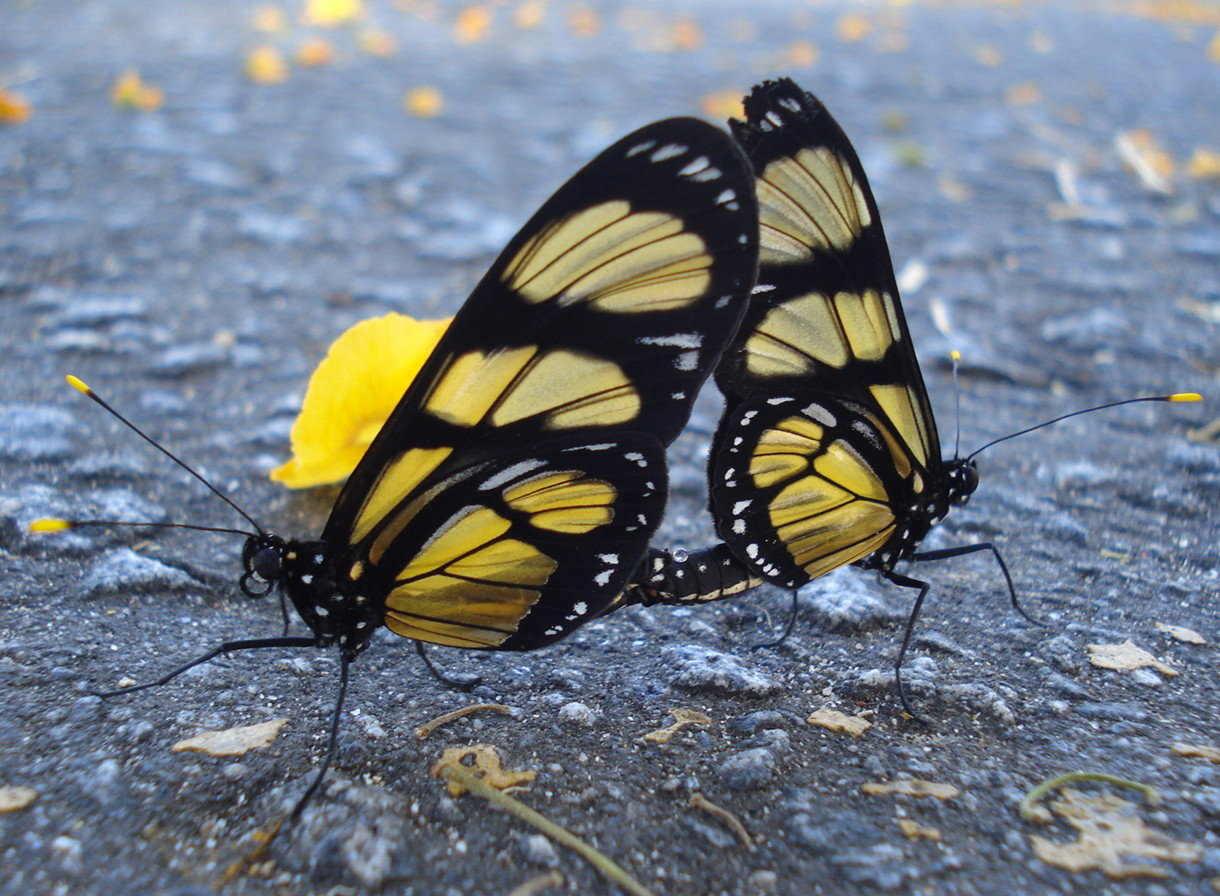
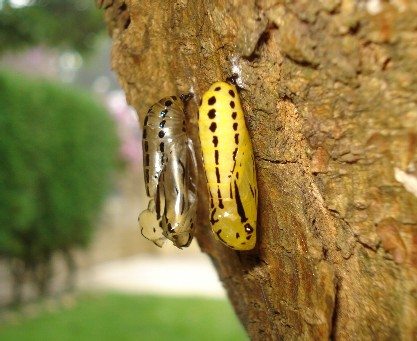
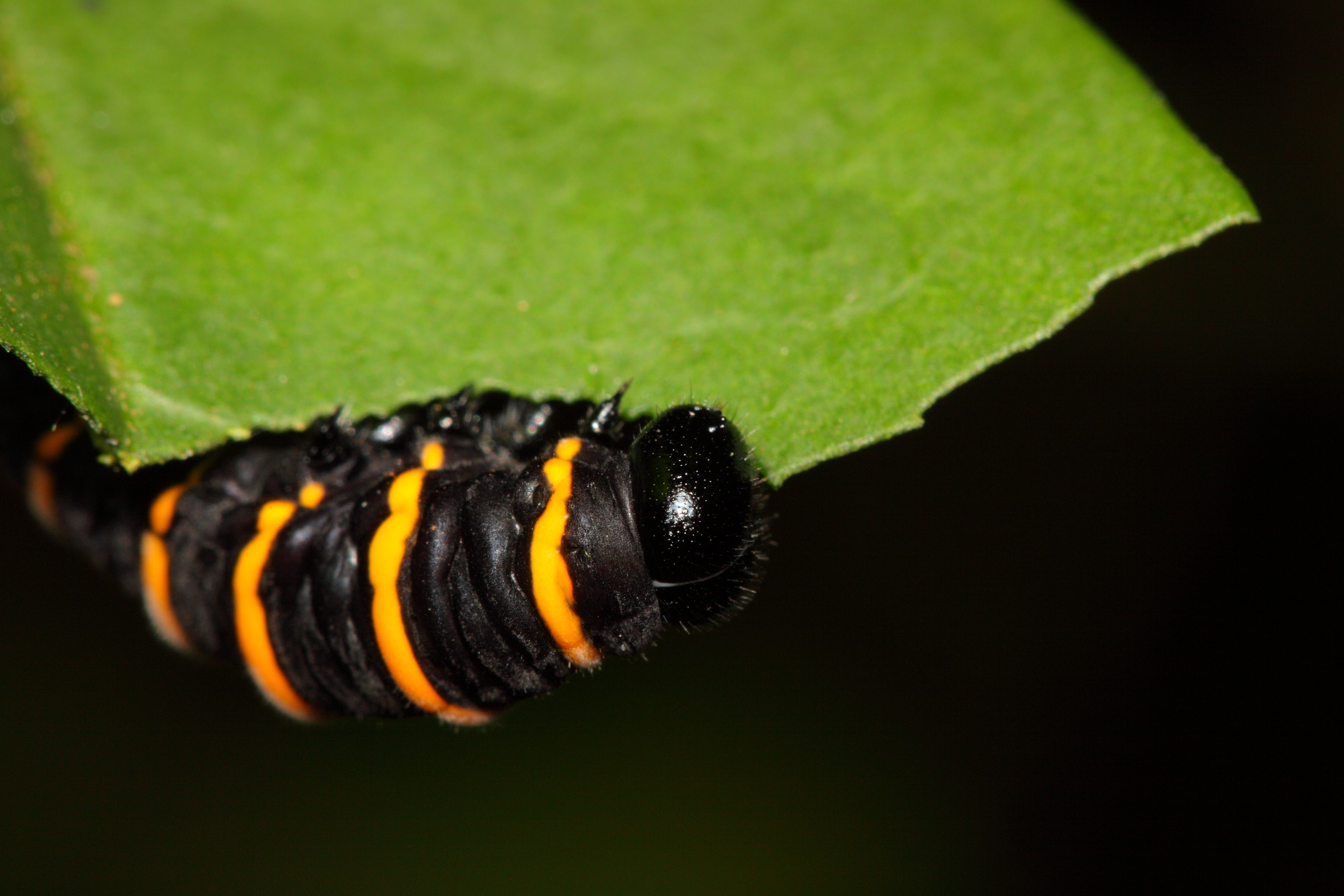
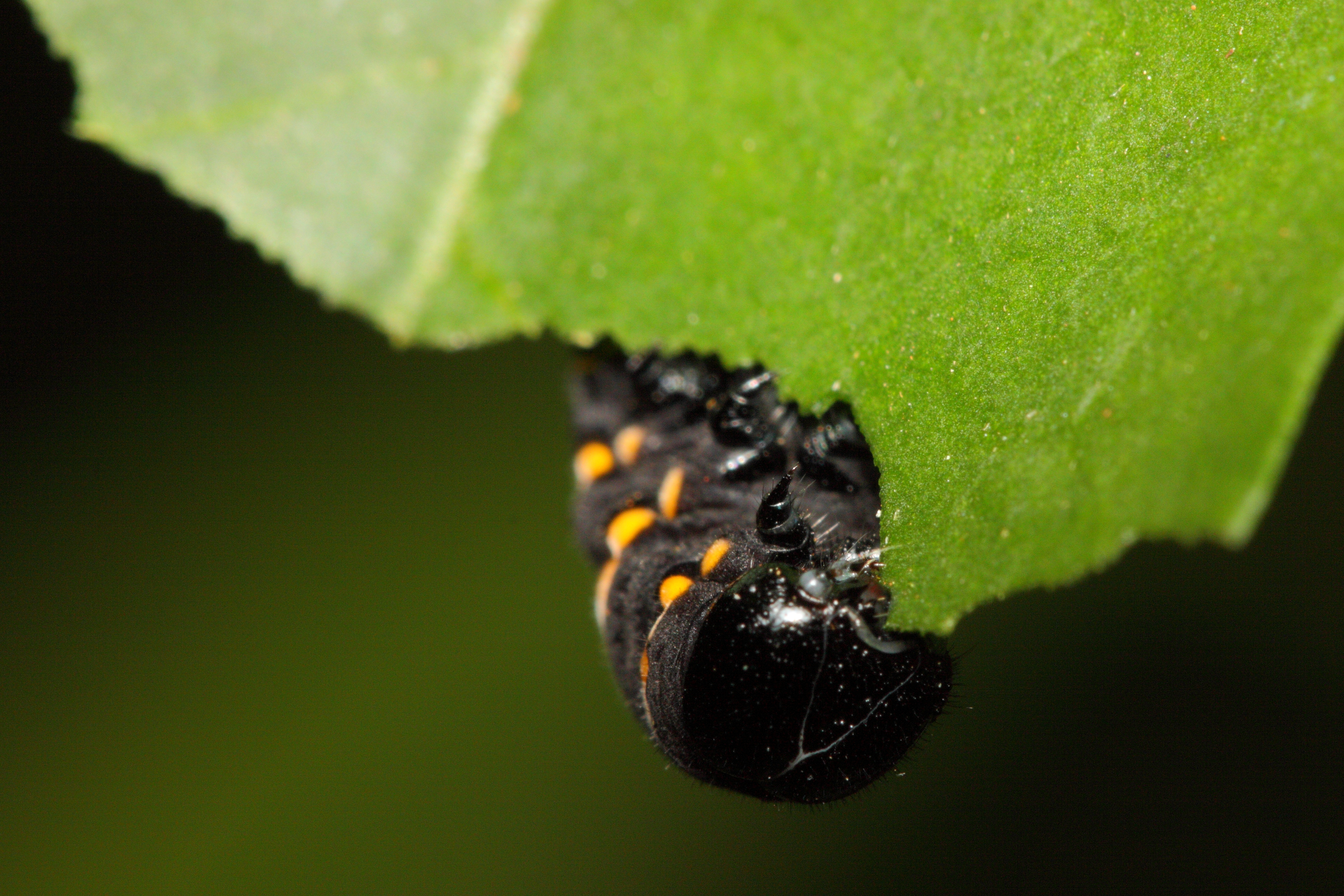
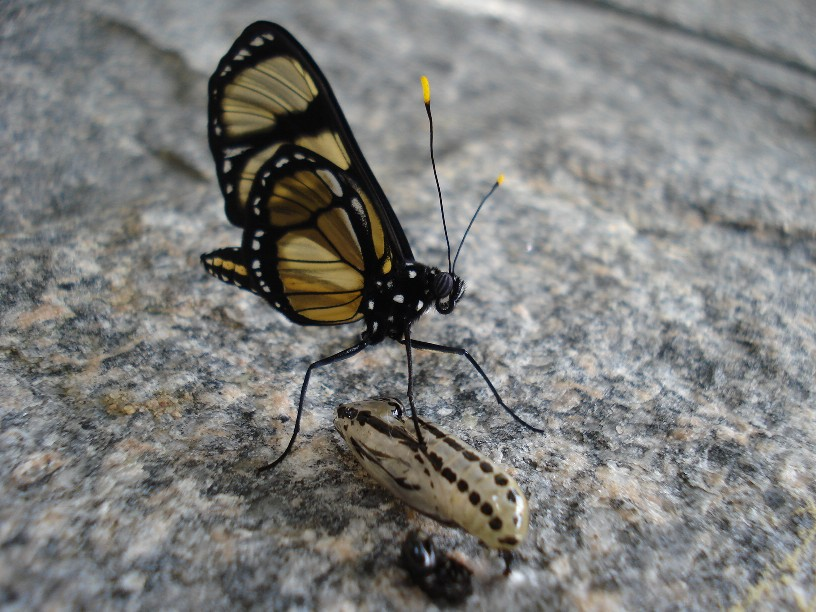